# Jálama
Der Pico Jálama (Fala: Xálima) ist mit einer Höhe von ca. 1490 m der dritthöchste Berg der Sierra de Gata, dem Westteil des Iberischen Gebirges, welches in diesem Bereich auch die geographische Grenze zwischen Spanien und Portugal bildet.

## Lage
Der Gipfel des Pico Jálama bildet die Grenze dreier Gemeinden (municipios) und zweier Provinzen im Westen Spaniens: San Martín de Trevejo und Acebo (Provinz Cáceres) sowie El Payo (Provinz Salamanca).

## Besteigung
Meist wird der Berg in einer Tagestour von Acebo aus erwandert (ca. 18 km); der Endpunkt kann in San Martín de Trevejo liegen (10 km) – in beiden Orten gibt es Übernachtungsmöglichkeiten. Der gut erkennbare Weg führt durch Laub- und Nadelholzwälder und Büsche; die Gipfelregion ist kahl, felsig und oft windig. Der umgekehrte Weg sowie alternative Routen sind natürlich ebenfalls möglich.